# Anabela Ritchie
Anabela Fátima Xavier Sales Ritchie GCIH (Macau, 25 de Maio de 1949) é uma política e professora macaense. Foi presidente da Assembleia Legislativa de Macau, tendo sido a primeira mulher a ocupar o cargo.

## Biografia
Ritchie nasceu em Macau numa família de ascendência chinesa e portuguesa; ambas as avós eram chinesas de sangue puro. Os seus pais, ambos macaenses, eram funcionários públicos.
Obteve o grau de mestre em filologia germânica pela Universidade de Lisboa em 1971, seguindo-se o diploma em ciências pedagógicas pela mesma instituição. Lecionou em Lisboa de 1971 a 1974 antes de regressar a Macau, onde continuou a lecionar de 1975 a 1986.
Em 1986, foi nomeada para um lugar de deputada na Assembleia Legislativa de Macau, da qual foi vice-presidente. No entanto, em 1992, o presidente do parlamento, Carlos Augusto Corrêa Paes d’Assumpção, faleceu subitamente e Ritchie acabou por ser eleita para lhe suceder, cargo que exerceu até à Transferência da soberania de Macau para a China em 1999, altura em que foi obrigada a renunciar ao cargo por ter optado por manter a nacionalidade portuguesa.
Foi sucedida por Susana Chou como presidente, mas manteve-se como deputada até 2001, cumprindo seis mandatos no total. Durante a sua carreira política, Anabela Ritchie foi frequentemente acusada de ser demasiado pró-chinesa na sua visão.
Desde o final da sua carreira política manteve-se envolvida em assuntos locais, atuando como membro do Conselho Universitário da Universidade de Macau, membro do Conselho de Curadores da Fundação Macau, membro da Comissão Consultiva para os Assuntos da Mulher e membro do Conselho dos Magistrados Judiciais. É fervorosa apoiante da Lei Básica de Macau, aprovada enquanto era deputada.
Recebeu a  Grã-Cruz da Ordem do Infante D. Henrique em 30 de março de 1995 pelas mãos do então Presidente da República Portuguesa, Mário Soares.

## Vida pessoal
Ritchie foi casada com o proeminente médico macaense Alfredo Maria Sales Ritchie, falecido em 2019, e tem dois filhos. Entre eles, o arquiteto André Ritchie, que ganhou notoriedade durante a sua passagem pelo importante projeto de Metro Ligeiro de Macau.
Participa no Grupo de Teatro Dóci Papiaçám di Macau.